# Prinia fluviatilis
Prinia fluviatilis е вид птица от семейство Cisticolidae.

## Разпространение
Видът е разпространен в Камерун, Мали, Нигер, Сенегал и Чад.